# Équipe de Gibraltar de hockey sur gazon
Maillots
L'Équipe de Gibraltar de hockey sur gazon représente Gibraltar dans les compétitions internationales masculines de hockey sur gazon. Elle est affiliée à la Fédération internationale de hockey et à la Fédération européenne de hockey.

## Histoire dans les tournois

### Championnat d'Europe
- 1978 - 12e place

### Championnat III d'Europe
- 2005 -
- 2011 -
- 2013 - 5e place
- 2019 -

### Championnat IV d'Europe
- 2009 -
- 2017 -

### Ligue mondiale
- 2012-2013 - 1er tour

### Hockey Series
- 2018-2019 - Open